# Олдувайська теорія
Олдувайська теорія стверджує, що розвинена індустріальна цивілізація не може існувати понад 100 років. Згідно з цією теорією, починаючи з 2010-х років людство поступово регресуватиме й повернеться в кам'яну добу приблизно за 3 тис. років. У основу теорії взято положення, що кількість населення зростає пропорційно до середнього виробництва енергії на кожну людину. Використання викопного палива зумовило надлишок енергії, який спричинив перенаселення і подальше зростання енергетичних потреб людства. Таким чином індустріальна цивілізація прямує до самознищення, оскільки запаси викопного палива обмежені; тоді як в умовах кам'яної доби людство здатне існувати необмежено довго.
Її запропонував Річард Дункан у 1989 році під назвою «Імпульсно-перехідна теорія». В 1996 році вона отримала нинішню назву, посилаючись на рівень розвитку доісторичної Олдувайської культури. Пізніші оцінки спростовують висновки Дункана, оскільки революція в технологіях альтернативної енергетики в першій чверті XXI ст. зменшила залежність людства від викопного палива.

## Основні ідеї
Річард К. Дункан описав проміжок від 1930 року по 2030 як час існування розвиненої індустріальної цивілізації — коли середнє світове виробництво енергії на людину за рік лишається стабільним. Високі потреби в викопному паливі та скорочення їх запасів ведуть цивілізацію до занепаду.
У своїх ранніх роботах Річард К. Дункан визначив 1979 рік як піковий рік споживання енергії на душу населення і, отже, пік технологічного розвитку цивілізації. Однак з того часу він переглянув цю оцінку, змістивши пік на 2010 рік. Дункан стверджує, що до 2030 року виробництво енергії на душу населення знизиться до рівнів 1930 року. Через подальший брак електроенергії та викопного палива відбудеться перехід до доіндустріальної епохи й далі в зворотному порядку до кам'яної доби.
Дункан писав, що альтернативні джерела енергії не можуть дати того обсягу енергії на душу населення, який отримується від спалювання викопного палива (вугілля, нафти й газу). Зростання обсягів видобутку нафти помітно падає. Якщо з 2003 по 2004 світовий видобуток зріс на 4 %, то з 2004 по 2005 — на 1,1 %, а з 2005 по 2006 — лише на 0,17 %. Виробництво енергії стрімко зростало до 1970 року, після чого темпи росту сповільнилися, а в 2008—2012 роках розпочався занепад індустріальної цивілізації. Доступ до електроенергії поступово скорочуватиметься, що проявлятиметься в блекаутах, поки в деяких регіонах електрика не зникне зовсім. Це призведе до конкуренції між державами, що виллється у глобальне протистояння між Заходом та ісламським світом. Водночас настане ситуація, схожа на «Велику депресію» 1930-х років — безробіття, черги за хлібом та безпритульність.
Теорія стверджує, що можливості Землі до підтримки людського населення були перевищені приблизно з 1925 року. Природні умови Землі можуть підтримувати людське населення чисельністю 0,5—2 млрд осіб. Фактично це те населення, що може існувати завдяки постійному надходженню енергії від Сонця до Землі. Без надлишків енергії, які отримують спалюванням копалин, населення скоротиться до 2 млрд уже в 2050 році. Технологічний рівень стане доіндустріальним, потім середньовічним і врешті за 3 тис. років після 2030 року опиниться на рівні, який мали первісні люди з ущелини Олдувай.

## Історія
Річард К. Дункан розробив теорію занепаду індустріальної цивілізації у 1989 році, спочатку під назвою «Теорія імпульсно-перехідних процесів промислової цивілізації». Вона була розширена у 1993 році публікацією статті «Тривалість життя промислової цивілізації: занепад до глобальної рівноваги» (англ. The Life-Expectancy of Industrial Civilization: The Decline to Global Equilibrium).
У червні 1996 року Дункан представив доповідь під назвою «Олдувайська теорія: падіння до постіндустріальної ери кам'яної доби» (англ. The Olduvai Theory: Falling Towards a Post-Industrial Stone Age Era), під час якої він прийняв термін «Олдувайська теорія» замість попередньої «теорії імпульсно-перехідних процесів». Оновлений виклад його теорії під назвою «Пік світового видобутку нафти та шлях до ущелини Олдувай» (англ. Peak World Oil Production and the Pathway to Olduvai Gorge) був представлений на саміті симпозіуму Геологічного товариства Америки 2000 року 13 листопада 2000 року. У 2005 році Дункан розширив набір даних своєї теорії статтею «Олдувайська теорія: енергія, населення та промислова цивілізація» (англ. Olduvai's Theory: Energy, Population, and Industrial Civilization).

## Критика та контраргументи
Прогноз Дункана передбачав значне зниження середнього споживання енергії на душу населення до 2030 року: на 90 % для Сполучених Штатів, на 86 % для країн ОЕСР та на 60 % для країн, що не входять до ОЕСР. Але прогнозованого зниження не тільки не сталося, а й спостерігається протилежна тенденція. За оцінками Управління енергетичної інформації 2022 року, світове виробництво електроенергії зросте від 30 % до 76 % до 2050 року. При цьому частка відновлюваних джерел енергії збільшиться приблизно на половину. Статистичний огляд світової енергетики повідомляє, що 2020 по 2022 роки використання відновлюваних джерел енергії зростало швидше, ніж викопного палива, досягнувши майже 13 %.
Жак Фреско зазначав, що енергетичні ресурси Землі не обмежуються викопним паливом. Геотермальна енергетика з лишком здатна задовольнити потреби всього людства рівня 2006 року. При цьому геотермальні джерела енергії практично невичерпні. Якби ж люди використовували б навіть 0,01 % відсотка сонячної енергії, що надходить на Землю, то використовувати нафту, газ чи щось інше як паливо для отримання електрики взагалі не знадобиться. Журнал «Science & Society» також повідомляє, що вичерпання викопного палива не є тупиком для цивілізації. При переході від вуглецевої до водневої енергетики населення цілком реально стабілізувати на майже сучасному рівні 7,5 млрд осіб.
Міжнародне енергетичне агентство в 2022 році заявило, що світове зростання продажів електромобілів означає, що попит на нафту знизиться вже до середини століття. Зокрема російсько-українська війна та як наслідок відмова частини великих країн-споживачів від російської нафти прискорила інвестиції в більш екологічні джерела енергії. Прогнозується, що до 2027 року відновлювані джерела енергії, зокрема сонячні панелі, переважать спалювання вугілля. З початку XXI століття їхня вартість зменшилася на 80 %, а ефективність збільшилася, тому попередні оцінки їхньої неспроможності замінити спалювання викопного палива застаріли.
Гіпотеза абіогенного походження нафти, крім того, виводить нафту в статус відновлюваного джерела енергії. Вона описує, як ця копалина може утворюватися не з органічної речовини, а з метану в товщі земної кори, залягаючи на глибині десятків кілометрів.
Люк Кемп з Кембриджського університету підрахував, що середній вік цивілізацій впродовж історії складає 336 років. Деякі, як цивілізація острова Пасхи, зазнали повного краху. Проте такі цивілізації, як давньоєгипетська чи китайська, відновилися або трансформувалися після неодноразових занепадів. Світ XXI століття особливий тим, що різні регіони тісно взаємопов'язані, тому є загроза загального колапсу, тоді як минулі колапси були місцевими. Повернення до кам'яної доби слід розглядати як ризик, але він здатен здійснитися внаслідок поєднання різних факторів, яким реально запобігти правильними політичними рішеннями.